# Meeting Open Méditerranée 2016
Navigation
2015 2017
Le Meeting Open Méditerranée 2016 (MOM 2016) est la cinquième édition du Meeting Open Méditerranée, une manifestation sportive française de natation qui se tient dans les infrastructures du Cercle des nageurs de Marseille. Le meeting est au programme du calendrier du FFN Golden Tour 2016.

## Record
La hongroise Katinka Hosszu améliore le record d'Europe dames du 400 mètres 4 nages avec un temps de 4 minutes 29 secondes et 89 centièmes.

## Résultats

### Tableau d'honneur
|                   | Messieurs              | Messieurs      | Dames                  | Dames              |
| Épreuve           | Nageur                 | Résultat       | Nageur                 | Résultat           |
| ----------------- | ---------------------- | -------------- | ---------------------- | ------------------ |
| 50 m nage libre   | Florent Manaudou       | 21 s 67        | Francesca Halsall      | 24 s 23            |
| 100 m nage libre  | Florent Manaudou       | 48 s 00        | Sarah Sjostrom         | 53 s 80            |
| 200 m nage libre  | Jérémy Stravius        | 1 min 47 s 65  | Sarah Sjostrom         | 1 min 55 s 48      |
| 400 m nage libre  | James Guy              | 3 min 47 s 96  | Coralie Balmy          | 4 min 04 s 39      |
| 800 m nage libre  | Ediz Yildirimer        | 8 min 04 s 39  | Mireia Belmonte Garcia | 8 min 29 s 70      |
| 1500 m nage libre | Damien Joly            | 14 min 58 s 18 | Mireia Belmonte Garcia | 16 min 14 s 88     |
| 50 m dos          | Camille Lacourt        | 25 s 20        | Anastasiia Fesikova    | 28 s 16            |
| 100 m dos         | Jan-Philip Glania      | 54 s 32        | Anastasiia Fesikova    | 59 s 91            |
| 200 m dos         | Jan-Philip Glania      | 1 min 58 s 52  | Katinka Hosszu         | 2 min 07 s 36      |
| 50 m brasse       | Giacomo Perez-Dortona  | 27 s 62        | Martina Carraro        | 31 s 13            |
| 100 m brasse      | Kirill Prigoda         | 1 min 00 s 99  | Viktoria Zeynep Gunes  | 1 min 07 s 51      |
| 200 m brasse      | Marco Koch             | 2 min 08 s 85  | Viktoria Zeynep Gunes  | 2 min 24 s 55      |
| 50 m papillon     | Mehdy Metella          | 23 s 95        | Sarah Sjostrom         | 25 s 18            |
| 100 m papillon    | Matteo Rivolta         | 52 s 46        | Sarah Sjostrom         | 57 s 01            |
| 200 m papillon    | Carlos Peralta Gallego | 1 min 56 s 20  | Lara Grangeon          | 2 min 07 s 98      |
| 200 m 4 nages     | David Verraszto        | 2 min 00 s 86  | Katinka Hosszu         | 2 min 07 s 69      |
| 400 m 4 nages     | David Verraszto        | 4 min 12 s 63  | Katinka Hosszu         | 4 min 29 s 89 (RE) |

### Résultats détaillés

#### Finales messieurs
| 50 m nage libre |                  |             |          |
| #               | Nageur           | Nationalité | Temps    |
| 1               | Florent Manaudou | France      | 00:21.67 |
| 2               | Clément Mignon   | France      | 00:22.24 |
| 3               | Marco Orsi       | Italie      | 00:22.40 |
| 4               | Damian Wierling  | Allemagne   | 00:22.49 |
| 5               | Sergei Fesikov   | Russie      | 00:22.57 |
| 6               | Oussama Sahnoune | Algérie     | 00:22.77 |
| 7               | Mirando Jarry    | Canada      | 00:22.85 |
| 8               | Nosy Pelagie     | France      | 00:23.04 |

| 100 m nage libre |                  |             |          |
| #                | Nageur           | Nationalité | Temps    |
| 1                | Florent Manaudou | France      | 00:48.00 |
| 2                | Clément Mignon   | France      | 00:48.38 |
| 3                | Jérémy Stravius  | France      | 00:49.00 |
| 4                | Marco Orsi       | Italie      | 00:49.51 |
| 5                | Sergei Fesikov   | Russie      | 00:49.65 |
| 6                | Oussama Sahnoune | Algérie     | 00:49.85 |
| 7                | Steffen Deibler  | Allemagne   | 00:49.93 |
| 8                | Damian Wierling  | Allemagne   | 00:50.01 |

| 200 m nage libre |                 |             |          |
| #                | Nageur          | Nationalité | Temps    |
| 1                | Jérémy Stravius | France      | 01:47.65 |
| 2                | James Guy       | Royaume-Uni | 01:47.67 |
| 3                | Paul Biedermann | Allemagne   | 01:48.05 |
| 4                | Jordan Pothain  | France      | 01:48.22 |
| 5                | Yannick Agnel   | France      | 01:48.29 |
| 6                | Daniel Skaaning | Danemark    | 01:49.02 |
| 7                | Yannick Lebherz | Allemagne   | 01:49.24 |
| 8                | Mehdi Lagili    | Tunisie     | 01:49.51 |

| 400 m nage libre |                  |             |          |
| #                | Nageur           | Nationalité | Temps    |
| 1                | James Guy        | Royaume-Uni | 03:47.96 |
| 2                | Paul Biedermann  | Allemagne   | 03:50.22 |
| 3                | Jacob Heidtmann  | Allemagne   | 03:50.40 |
| 4                | Jordan Pothain   | France      | 03:50.98 |
| 5                | Ahmed Mathlouthi | Tunisie     | 03:51.23 |
| 6                | Daniel Jervis    | Royaume-Uni | 03:53.49 |
| 7                | Ieuan Lloyd      | Royaume-Uni | 03:55.79 |
| 8                | Damiano Lestingi | Italie      | 03:57.93 |

| 50 m dos |                    |             |          |
| #        | Nageur             | Nationalité | Temps    |
| 1        | Camille Lacourt    | France      | 00:25.20 |
| 2        | Jan-Philip Glania  | Allemagne   | 00:25.31 |
| 3        | Benjamin Stasiulis | France      | 00:25.61 |
| 4        | Simone Sabbioni    | Italie      | 00:25.72 |
| 5        | Liam Tancock       | Royaume-Uni | 00:25.76 |
| 6        | Carl-Louis Schwarz | Allemagne   | 00:25.92 |
| 7        | Christian Diener   | Allemagne   | 00:25.99 |
| 8        | Sergei Fesikov     | Russie      | 00:26.07 |

| 100 m dos |                       |             |          |
| #         | Nageur                | Nationalité | Temps    |
| 1         | Jan-Philip Glania     | Allemagne   | 00:54.32 |
| 2         | Simone Sabbioni       | Italie      | 00:54.77 |
| 3         | Camille Lacourt       | France      | 00:54.91 |
| 4         | Benjamin Stasiulis    | France      | 00:54.97 |
| 5         | Christopher Ciccarese | Italie      | 00:55.22 |
| 6         | Christian Diener      | Allemagne   | 00:55.35 |
| 7         | Carl-Louis Schwarz    | Allemagne   | 00:55.77 |
| 8         | Mattias Carlsson      | Suède       | 00:56.85 |

| 200 m dos |                       |             |          |
| #         | Nageur                | Nationalité | Temps    |
| 1         | Jan-Philip Glania     | Allemagne   | 01:58.52 |
| 2         | Christian Diener      | Allemagne   | 01:58.75 |
| 3         | Oleg Garasymovytch    | France      | 02:00.83 |
| 4         | Christopher Ciccarese | Italie      | 02:01.02 |
| 5         | Benjamin Stasiulis    | France      | 02:01.08 |
| 6         | Yannick Lebherz       | Allemagne   | 02:01.26 |
| 7         | Carl-Louis Schwarz    | Allemagne   | 02:03.58 |
| 8         | Mattias Carlsson      | Suède       | 02:07.52 |

| 50 m brasse |                       |             |          |
| #           | Nageur                | Nationalité | Temps    |
| 1           | Giacomo Perez-Dortona | France      | 00:27.62 |
| 2           | Kirill Prigoda        | Russie      | 00:27.91 |
| 3           | Demir Atasoy          | Turquie     | 00:27.92 |
| 3           | Fabio Scozzoli        | Italie      | 00:27.92 |
| 5           | Flavio Bizzarri       | Italie      | 00:28.04 |
| 6           | Andrea Toniato        | Italie      | 00:28.12 |
| 7           | Luca Pizzini          | Italie      | 00:28.36 |
| 8           | Johannes Skagius      | Suède       | 00:28.71 |

| 100 m brasse |                       |             |          |
| #            | Nageur                | Nationalité | Temps    |
| 1            | Kirill Prigoda        | Russie      | 01:00.99 |
| 2            | Marco Koch            | Allemagne   | 01:01.10 |
| 3            | Christian vom Lehn    | Allemagne   | 01:01.26 |
| 4            | Giacomo Perez-Dortona | France      | 01:01.28 |
| 5            | Flavio Bizzarri       | Italie      | 01:01.46 |
| 6            | Fabio Scozzoli        | Italie      | 01:01.70 |
| 7            | Erik Persson          | Suède       | 01:02.25 |
| 8            | Demir Atasoy          | Turquie     | 01:02.74 |

| 200 m brasse |                            |             |          |
| #            | Nageur                     | Nationalité | Temps    |
| 1            | Marco Koch                 | Allemagne   | 02:08.85 |
| 2            | Christian vom Lehn         | Allemagne   | 02:12.52 |
| 3            | Erik Persson               | Suède       | 02:12.56 |
| 3            | Luca Pizzini               | Italie      | 02:12.56 |
| 5            | Flavio Bizzarri            | Italie      | 02:13.44 |
| 6            | Guillermo Blanco Benedicto | Espagne     | 02:14.58 |
| 7            | Kirill Prigoda             | Russie      | 02:15.49 |
| 8            | William Debourges          | France      | 02:15.62 |

| 50 m papillon |                 |             |          |
| #             | Nageur          | Nationalité | Temps    |
| 1             | Mehdy Metella   | France      | 00:23.95 |
| 2             | Steffen Deibler | Allemagne   | 00:23.98 |
| 3             | Matteo Rivolta  | Italie      | 00:24.01 |
| 4             | Damian Wierling | Allemagne   | 00:24.27 |
| 5             | Anthonny Ralefy | Madagascar  | 00:24.43 |
| 6             | Adam Barrett    | Royaume-Uni | 00:24.50 |
| 7             | Tom Laxton      | Royaume-Uni | 00:24.65 |
| 8             | Simone Geni     | Italie      | 00:24.66 |

| 100 m papillon |                        |             |          |
| #              | Nageur                 | Nationalité | Temps    |
| 1              | Matteo Rivolta         | Italie      | 00:52.46 |
| 2              | Mehdy Metella          | France      | 00:52.63 |
| 3              | Steffen Deibler        | Allemagne   | 00:53.59 |
| 4              | Jordan Coelho          | France      | 00:54.02 |
| 5              | Tom Laxton             | Royaume-Uni | 00:54.13 |
| 6              | Luis Garcia Lizaran    | Espagne     | 00:54.14 |
| 7              | Simone Geni            | Italie      | 00:54.38 |
| 8              | Carlos Peralta Gallego | Espagne     | 00:54.78 |

| 200 m papillon |                        |             |          |
| #              | Nageur                 | Nationalité | Temps    |
| 1              | Carlos Peralta Gallego | Espagne     | 01:58.00 |
| 2              | Jordan Coelho          | France      | 01:58.51 |
| 3              | David Verraszto        | Hongrie     | 01:58.54 |
| 4              | Simon Sjodin           | Suède       | 01:59.42 |
| 5              | Marvin Maisonneuve     | France      | 02:00.98 |
| 6              | Jesper Bjork           | Suède       | 02:01.79 |
| 7              | Alexander Kunert       | Allemagne   | 02:02.37 |
| 8              | Thomas Vilaceca        | France      | 02:07.39 |

| 200 m 4 nages |                            |             |          |
| #             | Nageur                     | Nationalité | Temps    |
| 1             | David Verraszto            | Hongrie     | 02:00.86 |
| 2             | Raphael Stacchiotti        | Luxembourg  | 02:01.12 |
| 3             | Giovanni Sorriso           | Italie      | 02:02.32 |
| 4             | Guillermo Blanco Benedicto | Espagne     | 02:02.92 |
| 5             | Luca Pizzini               | Italie      | 02:04.52 |
| 6             | Guillaume Laure            | France      | 02:04.73 |
| 7             | Ieuan Lloyd                | Royaume-Uni | 02:08.78 |
| -             | Xavier Mohammed            | Royaume-Uni | DNS      |